# Dennis en Valerio vs de rest
Dennis en Valerio vs de rest was een jongerenprogramma van de omroep BNN, waarin Dennis Storm en Valerio Zeno het elke week tegen een ander duo opnamen. De serie werd uitgezonden op Nederland 3.

## Seizoen 1
| Afl. | Datum            | Opdracht                                  | Versus                               | Tussenstand | Kijkcijfers |
| ---- | ---------------- | ----------------------------------------- | ------------------------------------ | ----------- | ----------- |
| 1    | 16 juli 2010     | Wie zijn de beste carnavallers?           | Coen Swijnenberg en Sander Lantinga  | 0-1         | 135.000     |
| 2    | 23 juli 2010     | Wie zijn de beste tv-show kandidaten?     | Ellen Hoog en Fatima Moreira de Melo | 1-1         | 224.000     |
| 3    | 30 juli 2010     | Wie passen het beste bij de High Society? | Kim Feenstra en Sylvia Geersen       | 2-1         | 194.000     |
| 4    | 6 augustus 2010  | Wie zijn de beste survivallers?           | Theo Wesselo en Maxim Hartman        | 3-1         | 165.000     |
| 5    | 13 augustus 2010 | Wie zijn de beste detectives?             | Jamie Westland en Spike              | 4-1         | 269.000     |
| 6    | 20 augustus 2010 | Wie zijn de beste filmmakers?             | Tygo Gernandt en Egbert-Jan Weeber   | 4-2         | 198.000     |